# Amiota eos
Amiota eos är en tvåvingeart som beskrevs av Vasily S. Sidorenko 1989. Amiota eos ingår i släktet Amiota och familjen daggflugor. Inga underarter finns listade i Catalogue of Life.